# Районы местного самоуправления Квинсленда
Районы местного самоуправления Квинсленда (РМС) (англ. Local Government Areas of Queensland (LGAs)) — определённые районы, в пределах которых учреждённые в соответствии с законодательством местные органы власти, известные как Советы, ответственны за местные службы. Определение размеров и форм районов местного самоуправления находится в ведении правительства Квинсленда. В прошлом многие районы местного самоуправления (особенно в Юго-Восточном Квинсленде и регионе Дарлинг-Даунс) были объединены или упразднены. Самые существенные из этих процессов имели место в марте 2008 года, когда 97 районов местного самоуправления и 20 советов коренных народов были объединены в рамках процесса земельной реформы. До этого времени большинство из районов местного самоуправления оставались неизменными в течение многих десятилетий, а некоторые даже существовали с момента введения местного самоуправления для региональных районов в 1879 году.
Выделяются четыре классификации органов местного самоуправления в Квинсленде:
1. Городские территории (англ. City; преимущественно городские или пригородные районы)
2. Регионы (англ. Region; созданы после объединения в 2008 году)
3. Графства (англ. Shire; преимущественно сельские или внешние пригородные районы)
4. Малые городские территории (англ. Town; малые городские районы; в настоящее время не используется)

## История
Первые районы местного самоуправления в Квинсленде появились до отделения штата от колонии Новый Южный Уэльс в 1859 году. К 1879 году почти все районы Квинсленда находились под управлением какого-либо органа местного самоуправления будь то в качестве муниципалитетов, учреждённых согласно Закону о местном самоуправлении 1878 года, или округов, учреждённых согласно Закону об окружном правлении 1879 года. С принятием Закона об органах местного самоуправления 1902 года, который отменил оба предыдущих закона и расширил полномочия советов над контролируемыми ими районами, муниципалитеты получили статус малых городских территорий (англ. town; если у них не было статуса городской территории (англ. city)), а округа стали графствами (англ. shire) 31 марта 1903 года. В 1915—1917 годах и повторно в 1949 году местное самоуправление юго-востока и крайнего севера Квинсленда претерпело существенные изменения. Хотя различные районы местного самоуправления всё ещё существовали, на момент вступления в силу Закона о местном самоуправлении 1936 года они, по существу, являлись лишь обозначением территории, а их органы не выполняли каких-либо практических функций. Статус городской территории (англ. city) населённому пункту присваивался губернатором при соответствии ряду условий.
В 1923 году ряд местных органов власти в Брисбене были объединены в Район Брисбен, охватывавший на тот момент всю столичную область. Его совет, городской совет Брисбена, фактически стал «суперсоветом», который был наделён рядом полномочий, обычно входивших в компетенции штата. Деятельность совета Брисбена в настоящее время регламентируется Законом о Районе Брисбен 1924 года, а численность населения города составляет свыше 1 миллиона человек. Однако в связи с ростом численности населения и пригородов почти половина населения столичного Брисбена фактически проживает в соседних районах, таких как Ипсуич, Логан, Мортон-Бей и Редланд, которые все управляются согласно Закону о местном самоуправлении.
В 1989 году была создана Комиссия по избирательной и административной реформе, основной задачей которой было исследование и подготовка доклада по целому ряду реформ в общественном управлении Квинсленда, а одной из областей её деятельности было исследование Закона о местном самоуправлении 1936 года и границы местных советов. В результате, согласно её рекомендациям, лейбористское правительство Госса объединило некоторые советы и приняло новый Закон о местном самоуправлении 1993 года.

### Советы коренных народов
В середине 80-х годов, с принятием Закона о социальном обеспечении (пролива Торреса) 1984 года и Закона о социальном обеспечении (аборигенов) 1984 года, многим бывшим резервациям и миссиям аборигенов (особенно в регионе Кейп-Йорк) и нескольким островам Торресова пролива предоставили возможность создания своих общин. Для управления землями были созданы официально признанные органы управления, известные как советы общин коренных народов. У этих органов были весьма различные обязанности по сравнению с традиционными местными органами власти, в связи с особенностями земельной собственности и различиями в отношениях между советом и общиной. В 2005—07 годах эти же органы стали «Советами аборигенных графств» и «Островными советами» и получили дополнительные полномочия, присущие традиционным органам власти. Значительное их количество было объединено в 2008 году либо в Регион Торрес-Стрейт-Айлендс или в Регион Район Севера Полуострова, которые наделены особыми полномочиями, согласно Закону о местном самоуправлении, в отношениях с советами общин более низкого порядка.

### Реформы 2007 года
В апреле 2007 года правительство Битти начало обширный процесс реформы местных органов власти, согласно докладу Комиссии по реформе местного самоуправления. Это было отчасти обусловлено большим количеством финансово слабых советов с небольшой численностью населения в сельских районах, созданных ранее, когда промышленность и население оправдывали их создание. Следующий доклад комиссии от 27 июля 2007 года содержал рекомендации по массовому объединению по всей территории штата в «регионы», управляемые региональными советами и сосредоточенные на главных городах или центрах, на основе ряда критериев, таких как экономия за счёт роста производства, общность интересов и финансовая устойчивость. Некоторые изменения произошли и в гораздо бо́льших районах, к примеру — Саншайн-Кост стал управляться одним органом власти вместо трёх, графство Бодезерт было разделено на городские/планируемые городские и сельские секции и присоединено к другим районам, два соседних города Таунсвилл и Терингова были объединены в один.
Все эти процессы происходили не без сопротивления во многих из затронутых районах, была угроза вмешательства со стороны федерального правительства Говарда, которое финансировало плебисциты по объединению в декабре 2007 года, получившие в большинстве случаев отрицательные голоса касаемо объединения, но не засчитанные в связи с явкой ниже минимума допустимого австралийским законом о референдумах.
10 августа 2007 года рекомендации комиссии по объединению получили юридическую силу в Законе о местном самоуправлении (выполнении реформы) 2007 года с небольшими изменениями в названиях. В каждом новом районе был создан «Местный комитет по переходу» (МКП), состоящий из советников и сотрудников первоначальных районов, а 15 марта 2008 года старые должности официально прекратили своё существование и были проведены выборы на должностные места в новых советах.

## Список районов местного самоуправления (РМС) Квинсленда
| РМС                         | Английское название     | Тип РМС              | Центр          | Английское название центра | Регион                        | Год основания | Площадь (км²) | Население, чел. (2006) |
| --------------------------- | ----------------------- | -------------------- | -------------- | -------------------------- | ----------------------------- | ------------- | ------------- | ---------------------- |
| Орукун                      | Aurukun                 | Графство             | Орукун         | Aurukun                    | Крайний Север Квинсленда      | 1978          | 7375          | 1044                   |
| Балонн                      | Balonne                 | Графство             | Сент-Джордж    | St George                  | Юго-Запад                     | 1883          | 31150         | 5627                   |
| Банана                      | Banana                  | Графство             | Билоила        | Biloela                    | Уайд-Бей-Бернетт              | 1879          | 28577         | 15773                  |
| Барколдайн                  | Barcaldine              | Регион               | Барколдайн     | Barcaldine                 | Центрально-Западный Квинсленд | 2008          | 53677         | 3503                   |
| Барку                       | Barcoo                  | Графство             | Джанда         | Jundah                     | Юго-Запад                     | 1885          | 62001         | 450                    |
| Блэколл-Тамбо               | Blackall-Tambo          | Регион               | Блэколл        | Blackall                   | Центрально-Западный Квинсленд | 2008          | 30451         | 2236                   |
| Булия                       | Boulia                  | Графство             | Булия          | Boulia                     | Юго-Запад                     | 1887          | 61102         | 547                    |
| Брисбен                     | Brisbane                | Город*               | Брисбен        | Brisbane                   | Юго-Восточный Квинсленд       | 1924          | 1367          | 956129                 |
| Булли                       | Bulloo                  | Графство             | Таргоминда     | Thargomindah               | Юго-Запад                     | 1880          | 73807         | 457                    |
| Бандаберг                   | Bundaberg               | Регион               | Бандаберг      | Bundaberg                  | Уайд-Бей-Бернетт              | 2008          | 6451          | 86364                  |
| Бердекин                    | Burdekin                | Графство             | Эр             | Ayr                        | Северный Квинсленд            | 1888          | 5052          | 17020                  |
| Берк                        | Burke                   | Графство             | Берктаун       | Burketown                  | Северо-Запад                  | 1885          | 40126         | 481                    |
| Кэрнс                       | Cairns                  | Регион               | Кэрнс          | Cairns                     | Крайний Север Квинсленда      | 2008          | 4128          | 142723                 |
| Карпентария                 | Carpentaria             | Графство             | Нормантон      | Normanton                  | Северо-Запад                  | 1883          | 64373         | 2290                   |
| Кассовари-Кост              | Cassowary Coast         | Регион               | Иннисфейл      | Innisfail                  | Крайний Север Квинсленда      | 2008          | 4701          | 30843                  |
| Сентрал-Хайлендс            | Central Highlands       | Регион               | Эмералд        | Emerald                    | Центральный Квинсленд         | 2008          | 59884         | 26824                  |
| Чартерс-Тауэрс              | Charters Towers         | Регион               | Чартерс-Тауэрс | Charters Towers            | Северный Квинсленд            | 2008          | 68388         | 12280                  |
| Шербур                      | Cherbourg               | Аборигенное графство | Шербур         | Cherbourg                  | Уайд-Бей-Бернетт              | 1986          | 32            | 1250                   |
| Клонкарри                   | Cloncurry               | Графство             | Клонкарри      | Cloncurry                  | Северо-Запад                  | 1884          | 48113         | 3834                   |
| Кук                         | Cook                    | Графство             | Куктаун        | Cooktown                   | Крайний Север Квинсленда      | 1919          | 106188        | 3464                   |
| Кройдон                     | Croydon                 | Графство             | Кройдон        | Croydon                    | Крайний Север Квинсленда      | 1887          | 29578         | 319                    |
| Дайамантина                 | Diamantina              | Графство             | Бедури         | Bedourie                   | Юго-Запад                     | 1879          | 94823         | 304                    |
| Думаджи                     | Doomadgee               | Аборигенное графство | Думаджи        | Doomadgee                  | Северо-Запад                  | 1987          | 1862          | 1236                   |
| Этеридж                     | Etheridge               | Графство             | Джорджтаун     | Georgetown                 | Крайний Север Квинсленда      | 1882          | 39332         | 851                    |
| Флиндерс                    | Flinders                | Графство             | Хьюэнден       | Hughenden                  | Северный Квинсленд            | 1882          | 41538         | 1974                   |
| Фрейзер-Кост                | Fraser Coast            | Регион               | Харви-Бей      | Hervey Bay                 | Уайд-Бей-Бернетт              | 2008          | 7125          | 86747                  |
| Гладстон                    | Gladstone               | Регион               | Гладстон       | Gladstone                  | Центральный Квинсленд         | 2008          | 10488         | 51351                  |
| Голд-Кост-Сити              | Gold Coast              | Город                | Неранг         | Nerang                     | Юго-Восточный Квинсленд       | 1948          | 1358          | 455419                 |
| Гундивинди                  | Goondiwindi             | Регион               | Гундивинди     | Goondiwindi                | Дарлинг-Даунс                 | 2008          | 19294         | 10720                  |
| Гимпи                       | Gympie                  | Регион               | Гимпи          | Gympie                     | Уайд-Бей-Бернетт              | 2008          | 6898          | 42820                  |
| Хинчинбрук                  | Hinchinbrook            | Графство             | Ингем          | Ingham                     | Северный Квинсленд            | 1879          | 2811          | 12260                  |
| Хоп-Вейл                    | Hope Vale               | Аборигенное графство | Хоп-Вейл       | Hope Vale                  | Крайний Север Квинсленда      | 1986          | 1118          | 914                    |
| Ипсуич                      | Ipswich                 | Город                | Ипсуич         | Ipswich                    | Юго-Восточный Квинсленд       | 1860          | 1089          | 142525                 |
| Айзак                       | Isaac                   | Регион               | Клермонт       | Clermont                   | Центральный Квинсленд         | 2008          | 58862         | 20443                  |
| Кауаньяма                   | Kowanyama               | Аборигенное графство | Кауаньяма      | Kowanyama                  | Крайний Север Квинсленда      | 1987          | 2576          | 1021                   |
| Локарт-Ривер                | Lockhart River          | Аборигенное графство | Локарт-Ривер   | Lockhart River             | Крайний Север Квинсленда      | 1987          | 3545          | 642                    |
| Локайер-Валли               | Lockyer Valley          | Регион               | Гаттон         | Gatton                     | Юго-Восточный Квинсленд       | 2008          | 2273          | 31138                  |
| Логан-Сити                  | Logan                   | Город                | Логан-Сентрал  | Logan Central              | Юго-Восточный Квинсленд       | 1978          | 913           | 253864                 |
| Лонгрич                     | Longreach               | Регион               | Лонгрич        | Longreach                  | Центрально-Западный Квинсленд | 2008          | 40638         | 4664                   |
| Маккай                      | Mackay                  | Регион               | Маккай         | Mackay                     | Центральный Квинсленд         | 2008          | 7621          | 100260                 |
| Мапун                       | Mapoon                  | Аборигенное графство | Мапун          | Mapoon                     | Крайний Север Квинсленда      | 1998          | 530           | 214                    |
| Мараноа                     | Maranoa                 | Регион               | Рома           | Roma                       | Дарлинг-Даунс                 | 2008          | 58830         | 12648                  |
| Мак-Кинлей                  | McKinlay                | Графство             | Джулия-Крик    | Julia Creek                | Северо-Запад                  | 1891          | 40880         | 1013                   |
| Мортон-Бей                  | Moreton Bay             | Регион               | Стратпин       | Strathpine                 | Юго-Восточный Квинсленд       | 2008          | 2011          | 337846                 |
| Морнингтон                  | Mornington              | Графство             | Гануна         | Gununa                     | Северо-Запад                  | 1978          | 1232          | 1044                   |
| Маунт-Айза                  | Mount Isa               | Город                | Маунт-Айза     | Mount Isa                  | Северо-Запад                  | 1914          | 43349         | 21201                  |
| Меруэ                       | Murweh                  | Графство             | Чарлевилл      | Charleville                | Юго-Запад                     | 1879          | 40742         | 5026                   |
| Напранум                    | Napranum                | Аборигенное графство | Напранум       | Napranum                   | Крайний Север Квинсленда      | 1989          | 1995          | 813                    |
| Северный Бернетт            | North Burnett           | Регион               | Гейнда         | Gayndah                    | Уайд-Бей-Бернетт              | 2008          | 19708         | 10668                  |
| Район Северного Полуострова | Northern Peninsula Area | Регион*              | Бамага         | Bamaga                     | Крайний Север Квинсленда      | 2008          | 1030          | 2175                   |
| Палм-Айленд                 | Palm Island             | Аборигенное графство | Палм-Айленд    | Palm Island                | Северный Квинсленд            | 1986          | 71            | 1984                   |
| Пару                        | Paroo                   | Графство             | Каннамалла     | Cunnamulla                 | Юго-Запад                     | 1879          | 47714         | 2114                   |
| Пормперао                   | Pormpuraaw              | Аборигенное графство | Пормперао      | Pormpuraaw                 | Крайний Север Квинсленда      | 1987          | 4433          | 600                    |
| Куилпи                      | Quilpie                 | Графство             | Куилпи         | Quilpie                    | Юго-Запад                     | 1930          | 67633         | 1049                   |
| Редланд-Сити                | Redland                 | Город                | Кливленд       | Cleveland                  | Юго-Восточный Квинсленд       | 1949          | 537           | 126964                 |
| Ричмонд                     | Richmond                | Графство             | Ричмонд        | Richmond                   | Северный Квинсленд            | 1910          | 26602         | 1148                   |
| Рокгемптон                  | Rockhampton             | Регион               | Рокгемптон     | Rockhampton                | Центральный Квинсленд         | 2008          | 18361         | 103297                 |
| Синик-Рим                   | Scenic Rim              | Регион               | Бодезерт       | Beaudesert                 | Юго-Восточный Квинсленд       | 2008          | 4256          | 34659                  |
| Сомерсет                    | Somerset                | Регион               | Эск            | Esk                        | Уайд-Бей-Бернетт              | 2008          | 5379          | 19291                  |
| Южный Бернетт               | South Burnett           | Регион               | Кингарой       | Kingaroy                   | Уайд-Бей-Бернетт              | 2008          | 8399          | 29734                  |
| Саутерн-Даунс               | Southern Downs          | Регион               | Уорик          | Warwick                    | Дарлинг-Даунс                 | 2008          | 7120          | 32610                  |
| Саншайн-Кост                | Sunshine Coast          | Регион               | Намбор         | Nambour                    | Юго-Восточный Квинсленд       | 2008          | 3126          | 290026                 |
| Тейбллендс                  | Tablelands              | Регион               | Маланда        | Malanda                    | Крайний Север Квинсленда      | 2008          | 64999         | 42145                  |
| Тувумба                     | Toowoomba               | Регион               | Тувумба        | Toowoomba                  | Дарлинг-Даунс                 | 2008          | 12973         | 151283                 |
| Торрес                      | Torres                  | Графство             | Терсди         | Thursday Island            | Крайний Север Квинсленда      | 1974          | 886           | 3233                   |
| Торрес-Стрейт-Айлендс       | Torres Strait Islands   | Регион*              | Терсди         | Thursday Island            | Крайний Север Квинсленда      | 2008          | 489           | 4434                   |
| Таунсвилл                   | Townsville              | Город                | Таунсвилл      | Townsville                 | Северный Квинсленд            | 2008          | 3733          | 164008                 |
| Уэйпа                       | Weipa                   | Малый город*         | Уэйпа          | Weipa                      | Крайний Север Квинсленда      | 1963          | 10,9          | 2830                   |
| Вестерн-Даунс               | Western Downs           | Регион               | Долби          | Dalby                      | Дарлинг-Даунс                 | 2008          | 38039         | 30018                  |
| Уитсанди                    | Whitsunday              | Регион               | Боуэн          | Bowen                      | Северный Квинсленд            | 2008          | 23856         | 30719                  |
| Уинтон                      | Winton                  | Графство             | Уинтон         | Winton                     | Центрально-Западный Квинсленд | 1886          | 53935         | 1544                   |
| Вурабинда                   | Woorabinda              | Аборигенное графство | Вурабинда      | Woorabinda                 | Центральный Квинсленд         | 1986          | 391           | 1035                   |
| Вуджал-Вуджал               | Wujal Wujal             | Аборигенное графство | Вуджал-Вуджал  | Wujal                      | Крайний Север Квинсленда      | 1987          | 11            | 379                    |
| Ярраба                      | Yarrabah                | Аборигенное графство | Ярраба         | Yarrabah                   | Крайний Север Квинсленда      | 1986          | 158           | 2322                   |